# Lindaviabrunnen

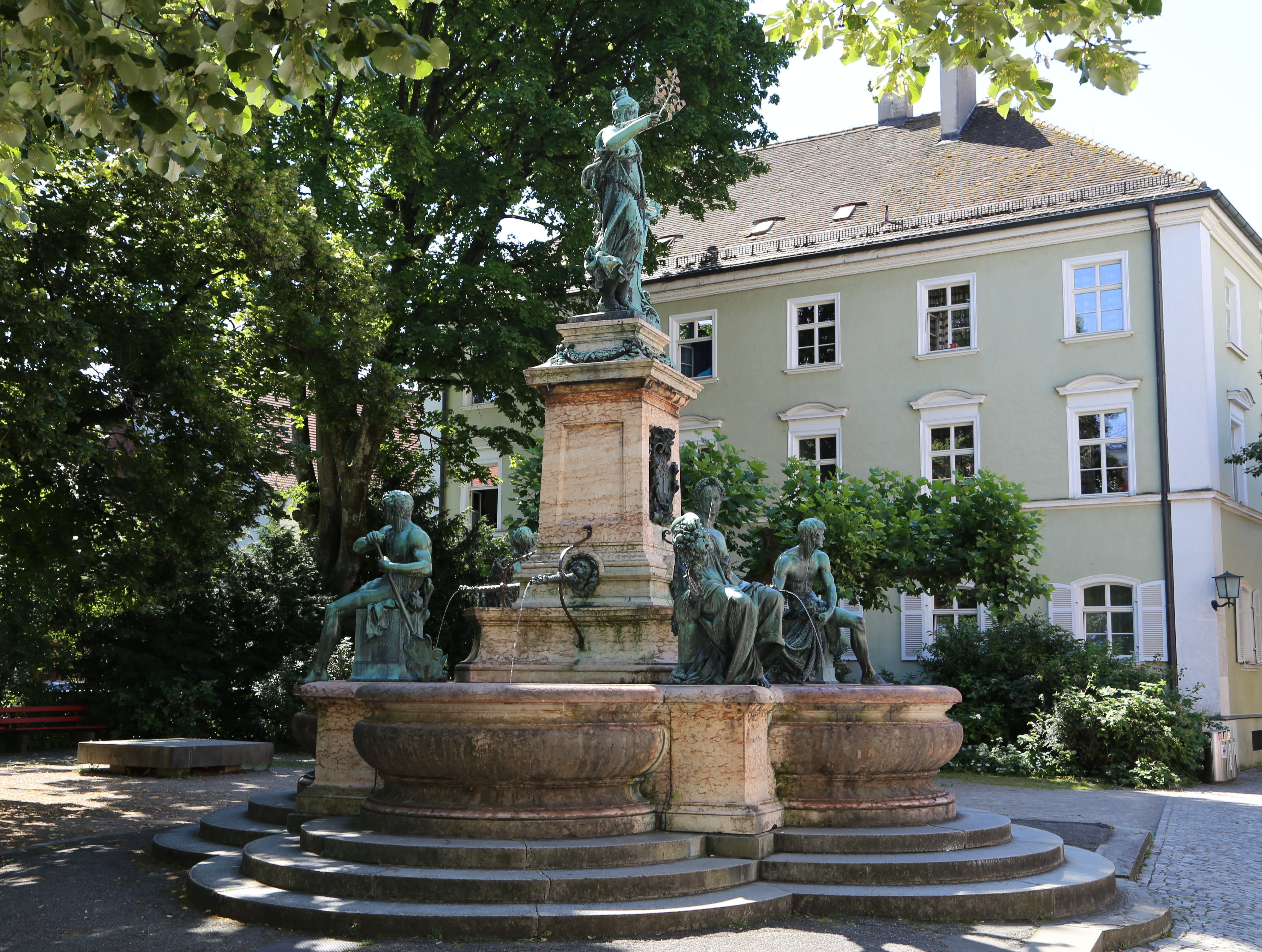
Lindaviabrunnen auf dem Reichsplatz

Der Lindaviabrunnen ist ein denkmalgeschützter Brunnen auf dem Reichsplatz in der bayrischen Stadt Lindau (Bodensee).

## Beschreibung
Der aus rotem Marmor bestehende Brunnen mit vier Halbschalen wurde 1884 anlässlich des 20. Krönungstags von König Ludwig II. eingeweiht. Auf einem hohen Sockel steht die allegorische Verkörperung des Stadtnamens Lindavia mit dem Lindenzweig als Beschützerin der Stadt. Die bronzenen fast lebensgroßen Beckenfiguren symbolisieren die Quellen des Reichtums des ehemals selbstständigen Lindau: die Schifffahrt, die Fischerei, den Wein- und den Ackerbau. Sie wurden von Wilhelm Rümann aus München entworfen.